# Elena Soriano
Elena Soriano (Fuentidueña de Tajo, Madrid, 4 de febrer de 1917 – Madrid, 2 de desembre de 1996) va ser una escriptora espanyola. El 1969 va crear, finançar i dirigir la revista de literatura El Urogallo, i ho feu fins a 1976. La seva obra més coneguda és el relat biogràfic Testimonio materno.

## Biografia
Elena Soriano Jara va viure la infantesa entre Andalusia, la terra dels seus pares, i Castella. Es documenta que a partir dels 14 anys va publicar en revistes. Filla de mestre, per desig del seu pare va fer estudis de Magisteri, que acabà el 1935. Començà gairebé immediatament els estudis de Filosofia i Lletres, que no conclogué a causa de l'esclat de la Guerra Civil Espanyola, període que la família va passar a València.
Al final de la guerra es va casar amb Juan José Arnedo Sánchez. Vetada en el concurs públic d'oposició (expulsada amb la major qualificació de les oposicions d'auxiliar de biblioteca per ser classificada de “roja”), dins de les mesures de repressió franquista, visqué l'exili interior en la vida familiar, i tingué dos fills.
Va iniciar la seva vida literària el 1951 publicant la novel·la Caza menor, que el 1976 es va projectar a TVE com a sèrie en 20 episodis. El 1955 va reunir en la trilogia Mujer y Hombre tres novel·les, La playa de los locos, Espejismos i Medea 55, en què tracta problemes femenins com el tabú de la virginitat, el deteriorament de l'amor conjugal, o la venjança soterrada de la dona moderna, quan el seu company la traeix rebutjant la maternitat. La playa de los locos va ser prohibida per la censura franquista –per tal com atemptava contra els valors femenins defensats pel patriarcat i pel franquisme–, i no seria editada fins 30 anys després. En els últims anys del franquisme va crear la revista El Urogallo, que va començar a editar-se el 1969 i es va mantenir fins al 1976. El 1985 va publicar Testimonio materno, la seva obra més coneguda, un relat en el qual exposava les confessions d'una mare, ella, enfrontada al «lent suïcidi» del seu fill Juanjo, drogoaddicte.
Com a articulista i assagista al llarg de trenta anys va publicar treballs com La emoción en el teatro de Sartre, La juventud como problema, La obra de Baroja durante la República, molts dels quals van ser recollits per Carlos Gurméndez en els tres volums de Literatura y vida (1992-1994).
Va continuar vivint a Madrid en els seus últims anys, treballant en el llibre Defensa de la literatura. Apuntes para un ensayo interminable i sense poder acabar l'assaig El donjuanismo femenino, que després de la seva mort, el 1996, va concloure la seva filla, la ginecòloga i política socialista Elena Arnedo. Poc abans de morir, va cedir a la Creu Roja Espanyola els drets de la seva obra Testimonio materno, llegat que va promoure la creació de la fundació CREFAT, de la qual va ser vicepresidenta. Va morir a Madrid el 2 de desembre de 1996.

## Reconeixements
L'any de 1991 va rebre el premi Rosa Manzano per la seva labor com a escriptora progressista, i tres anys abans de la seva mort, el 1993, se li va concedir la Medalla d'Or Individual de la Comunitat de Madrid per la seva creació literària en pro de la llibertat de pensament i dels drets humans. Ja a títol pòstum, a Fuentidueña de Tajo, el seu poble natal, es va posar el seu nom al carrer principal; i a Suances, localitat càntabra que va inspirar el seu llibre La playa de los locos, on estiuejava la família, se li va erigir una estela de pedra davant del mar el 1997. Així mateix, en el desè aniversari de la seva mort es va crear en aquesta localitat de Suances un concurs internacional de relat curt que du el seu nom, com també el porta la biblioteca municipal i un carrer del nucli antic.

## Possible plagi
Elena Soriano va trobar que la pel·lícula de Carlos Saura Ana y los lobos, de 1972, plagiava molts fragments de Caza menor, i sembla que algun crític ha trobat que presenta clars paral·lelismes. Malgrat que la SGAE li donà la raó, l'acusació no va progressar.

## Obra

### Novel·les
- Caza menor, Madrid, 1951 (Adaptada i projectada a televisió. TVE, 1976)

- La playa de los locos, 1955

- Espejismos, 1955

- Medea, 1955

### Contes
- La vida pequeña, 1989.
- Tres sueños y otros cuentos, 1996.

### Biografia
- Testimonio materno, 1985

### Assaig
- Literatura y Vida. I. Articles i assajos breus; edició i pròleg de Carlos Gurméndez, Barcelona, Anthropos, 1992.
- Literatura y Vida. II. Defensa de la Literatura i altres assaigs, Barcelona, Anthropos, 1993.
- Literatura y Vida. III. Assajos, articles, entrevistes. Revista literària El Urogallo, Barcelona, Anthropos, 1994.
- El donjuanismo femenino, pròleg de José Luis de Vilallonga, Barcelona, Ediciones Península, 2000.
- Defensa de la literatura. Apuntes para un ensayo interminable. (Inèdit)